# Phaio sylva
Phaio sylva är en fjärilsart som beskrevs av William Schaus 1896. Phaio sylva ingår i släktet Phaio och familjen björnspinnare. Inga underarter finns listade i Catalogue of Life.